# 佳山真子
佳山 真子（かやま まこ）は、Elegant Beauty Communicator&Dog Life Communicator　モデル・女優・タレント。

## 主なCM
- カネボウ「レビュー(ファンデーション)」1993年 水野真紀と共演
- タカラ「本みりん」1995年 郷ひろみと共演
- 森永乳業「カルダス牛乳」2003年〜現在
- ヤマト運輸「引越しプレゼントキャンペーン」2002年
- コダック「スチール」2002年
- NTTドコモ九州 2003年 赤井英和と共演
- 白元「ゆたぽん」2003年〜現在
- UFJ銀行「ATM24時間営業スタート」2003年
- 花王「湯上り爽快バブ」2003年 花王社内好感度CM 第一位
- アデランス「イヴサーラ」2004年〜現在
- ロート製薬「タクテイ」2005年 片平なぎさと共演
- フジテレビ「25時間テレビ」1994年〜1995年
- スカイパーフェクTV 通販番組「絹の時間(30分番組)」司会　2003年
- 大同生命 2004年
- ブラックベリーフォーマルウェア　2005年

## ポスター
- 1994年 アメリカ屋靴店 宮沢りえの足モデルを務める
- 1994年 駿河台予備校
- 2003年 ウェラヘアカラー
- 2003年 コダック
- 2003年 ヤマハ電子ピアノ
- 2003年〜2004年 ニチイ学館 アイリスケアセンター
- 2005年 フォンテーヌ　ヴィッグ　カタログ
- 2005年 家庭教師のトライ
- 2006年 ダイワハウス

## 雑誌・カタログ
- 2002年 ウェラヘアカラー　カタログ
- 2003年 東急百貨店「通販」カタログ
- 2005年 フォンテーヌ ウィッグ　カタログ
- 2008年 アイリスケアセンター　カタログ

## ミスコンテスト
- 1993年 ミスボウリングレディ埼玉代表